# Faraday (månekrater)
Faraday er et nedslagskrater på Månen. Det befinder sig på den sydlige halvkugle på Månens forside og er opkaldt efter den britiske fysiker og kemiker Michael Faraday (1791 – 1867).
Navnet blev officielt tildelt af den Internationale Astronomiske Union (IAU) i 1935. 

## Omgivelser
Faradaykrateret ligger over den sydøstlige rand af det større Stöflerkrater, og Faradays nordvestlige rand danner en bred vold over den ellers flade kraterbund i Stöfler. Vest for Faraday ligger Maurolycuskrateret.

## Karakteristika
Faradays rand har i betydelig grad været ramt af senere nedslag, mest bemærkelsesværdigt af et par overlappende nedslag over den sydvestlige del og af et over den nordvestlige. En lav central højderyg, som løber over kraterbunden fra sydvest mod nordøst, deler næsten bunden i to halvdele. I den nordvestlige halvdel er bunden næsten helt flad.

## Satellitkratere
De kratere, som kaldes satellitter, er små kratere beliggende i eller nær hovedkrateret. Deres dannelse er sædvanligvis sket uafhængigt af dette, men de får samme navn som hovedkrateret med tilføjelse af et stort bogstav. På kort over Månen er det en konvention at identificere dem ved at placere dette bogstav på den side af satellitkraterets midte, som ligger nærmest hovedkrateret. Faradaykrateret har følgende satellitkratere:
| Faraday | Længde  | Bredde  | Diameter |
| ------- | ------- | ------- | -------- |
| A       | 41,5° S | 9,7° Ø  | 21 km    |
| C       | 43,3° S | 8,1° Ø  | 30 km    |
| D       | 43,7° S | 9,6° Ø  | 14 km    |
| G       | 45,8° S | 10,1° Ø | 31 km    |
| H       | 45,0° S | 10,3° Ø | 12 km    |

## Måneatlas
- Billeder af Faradaykrateret i LPI-måneatlasset